# Bang Bon
Bang Bon (Thai: บางบอน) is een van de vijftig districten (khet) van Bangkok, de hoofdstad van Thailand. Het telt (anno 2004) ruim 93.000 inwoners en is het meest westelijke district. Bang Bon heeft een oppervlakte van 34,745 km². Aangelegen districten zijn Chom Thong, Phasi Charoen en Bang Khae.

## Geschiedenis
Vroeger was Bang Bon een tambon van Bang Khun Thian in Thonburi, voordat het een apart district werd.
Op 14 oktober 1997 werd Bang Bon afgesplitst van Khun Thian en opgericht als een nieuwe wijk. Het stadsdeelkantoor werd geopend op 6 maart 1998. Het stadsdeelkantoor was het laatste kantoor in de verschillende districten van Bangkok dat open ging. Het was eerst tijdelijk gevestigd in het Thepphayada Arak Fresh Market-gebouw, maar verhuisde later naar een permanente locatie op Ekachai Road.
Bang Bon is niet erg toeristisch, wegens een gering aantal bezienswaardigheden. Alleen de plaats Wat Bang Bon wordt geregeld bezocht. Dit is de enige noemenswaardige bezienswaardigheid in het district.
De landbouw is een belangrijk onderdeel op economisch gebied in dit district. Op de markten in Bang Bon worden veel mango's, kokosnoten, orchideeën en lotusbloemen verkocht.

## Indeling
Het district is opgedeeld in één subdistrict (Khwaeng).
- Bang Bon (บางบอน)